# Кёртис, Крис (боец)
Кристофер «Крис» Кёртис (англ. Christopher «Chris» Curtis; род. 1987) — американский боец смешанных единоборств, выступающий под эгидой UFC с 7 ноября 2021 года в среднем весе. Экс-чемпион KEC и MMA Premier Championship в среднем весе. Экс-чемпион Fight Nights в двух весовых категориях..

## Биография
Крис Кертис родился 15 июля 1987 года в США. С детства увлекаясь контактными видами спорта, Кристофер очень хотел выступать по правилам смешанных единоборств. Его мечта сбылась — в 21 год Кертис впервые принял участие в MMA Big Show, как любитель. Проведя на любительском уровне два поединка (и оба выиграв), Крис Кертис перешел в профессионалы. Первым соперником Криса стал Брэндон Пинкстон. Кертису не удалось забрать победу, и в итоге он проиграл свой первый бой решением судей. Однако после этого Крис Кертис вышел на серию из пяти побед подряд, и три из них были забраны нокаутом, а два достались единогласным решением судей.

## Начало спортивной карьеры
21 июня 2014 года, когда Крису Кертису было 27 лет и личный рекорд составлял 10-3-0 (10 побед 3 поражения) Крис столкнулся с будущим бойцом UFC Белалом Мухаммадом (5-0-0). Тогда Белал Мухаммад шел на серии из пяти побед под ряд и не имел поражений. В главном бою вечера на событии HFC 21: Кертис против Мухаммеда, Крис проиграл единогласным решением судей.
После этого поражения Кертис вернулся в клетку спустя полгода. Тогда соперником Кертиса стал не слишком успешный Тайсон Триплетт-старший (7-11-0). Крису удалось победить нокаутом в первом раунде на второй минуте. Далее Крис забрал ещё две победы под ряд.
На событии CES 34: Кертис против Баррелла в главном бою Кертис проиграл Нах-шону Бареллу раздельным решением судей. Но в следующем поединке Крис Кертис подрался за титул в полусреднем весе с Лео Берсье, победив единогласным решением судей. Так Крис стал чемпионом KEC в полусреднем весе. Стого момента Кертис одержал ещё семь побед подряд, сумев завоевать титул и в среднем весе.

## Fight NightиPFL
9 сентября 2017 года Крис дебютировал в организации боев Fight Night.
Соперником Кертиса был канадский Питер Грайкар (5-0-0), идущий на серии из пяти побед под ряд. Крису удалось победить его единогласным решением судей, однако после этого поединка американец провёл поединок не в Fight Nigh, а в KEC.

### PFL
В 2019 году Крис Кертис решил подраться в американской организации PFL. 11.07. состоялся его дебют. Соперником Кертиса был российский боец Магомед Магомедкеримов (25-5-0). В главном поединке Крис уступил Магомеду единогласным решением судей.
Через три месяца Крис Кертис Магомед Магомедкеримов подрались второй раз, однако эта встреча ни чем хорошим для Кертиса не окончилась: российский спортсмен опять победил Криса единогласным решением судей. После двух неудач с Магомедом, Кертис провел третий поединок в PFL против Рэя Купера. Тот смог победить Криса нокаутом на 11 секунде второго раунда.

### Возвращение в Fight Night
5 января 2020 года Крис кертис вернулся в организацию Fight Nigh, где был чемпионом в полусредней весовой категории. Соперником Криса стал Даррен Смит-младший (20-10-0). Кертис смог его победить единогласным решением судей, завоевав чемпионский пояс в среднем весе. После этого возвращения Кертис провел четыре поединка, все выиграв досрочно, защитив оба титула.

## Ultimate Fighting Championship (UFC)
В 2021 году Кертис подписал контракт с UFC. Тогда Крису было 33 года, а его личный рекорд составлял 26-8-0 (26 побед 8 поражений) Уже 9.10. 2021 года Крис должен был драться с Филом Хоумом на турнире UFC Fight Night: Дерн vs. Родригес, но к сожалению бой был отменен по неизвестным причинам.
Однако 7.11. 2021 года на турнире UFC 268 бой между Крисом Кертисом и Филом Хоусом все-таки состоялся. Крис Кертис, с начала боя уверенно доминировавший над соперником, смог подловить Фила на встречный левый удар и бой завершилс Крис КеПТИС я нокаутом победой Криса Кертиса.
Второй свой бой в UFC Крис Кертис провел 5.12. 2021 года. Его соперником в этот раз был Брэндан Ален. Крис и в этот раз смог забрать себе победу, но в этом бою уже во втором раунде нокаутом.
25 июня на турнире UFC on ESPN 38: Царукян — Гэмрот Крис продлевает свою победную серию, побеждая Родольфо Виеру.
Далее Крис Кертис сразился на турнире UFC Fight Night: Блейдс vs. Аспиналл с соперником по имени Джек Херманссон, который в прошлом бою потерпел поражение от Шона Бреди. Бой продлился все три раунда и завершился победой Херманссона единоглассны решением судей.
После на турнире UFC 287 после победы над Хоакин Баклина UFC 282, Крис Кертис сразился с  американским бойцом Келвином Гастелумом. Бой продлился все три раунда и завершился победой Гастелума.

## Результаты боёв в ММА
| Боёв 45         | Побед 32 | Поражений 12 |
| --------------- | -------- | ------------ |
| Нокаутом        | 16       | 2            |
| Сдачей          | 2        | 1            |
| Решением        | 14       | 9            |
| Не состоявшихся | 1        | 1            |

| Результат    | Рекорд    | Соперник                | Способ                                           | Турнир                                                          | Дата             | Раунд | Время | Место                          | Примечание                                     |
| ------------ | --------- | ----------------------- | ------------------------------------------------ | --------------------------------------------------------------- | ---------------- | ----- | ----- | ------------------------------ | ---------------------------------------------- |
| Победа       | 32-12 (1) | Макс Гриффин            | Раздельное решение                               | UFC Fight Night: Льюис vs. Тейшейра                             | 12 июля 2025     | 3     | 5:00  | Нэшвилл, Теннесси, США         |                                                |
| Поражение    | 31-12 (1) | Роман Копылов           | TKO (хай-кик)                                    | UFC Fight Night: Дёрн vs. Рибас 2                               | 11 января 2025   | 3     | 4:59  | Лас-Вегас, Невада, США         | «Лучший бой вечера» (2)                        |
| Поражение    | 31-11 (1) | Брендан Аллен           | Раздельное решение                               | UFC Fight Night: Аллен vs. Кёртис 2                             | 6 апреля 2024    | 5     | 5:00  | Лас-Вегас, Невада, США         |                                                |
| Победа       | 31-10 (1) | Марк-Андре Баррьо       | Решением (единогласным)                          | UFC 297                                                         | 20 января 2024   | 3     | 5:00  | Канада, Торонто                |                                                |
| Не состоялся | 30-10 (1) | Нассурдин Имавов        | Без результата (случайное столкновение головами) | UFC 289                                                         | 10 июня 2023     | 2     | 3:04  | Ванкувер, Канада               |                                                |
| Поражение    | 30-10     | Келвин Гастелум         | Решением (единогласным)                          | UFC 287                                                         | 8 апреля 2023    | 3     | 5:00  | Майами, Флорида, США           | «Лучший бой вечера» (1)                        |
| Победа       | 30-9      | Хоакин Бакли            | Нокаутом (удары)                                 | UFC 282                                                         | 10 декабря 2022  | 2     | 2:49  | Лас-Вегас, Невада, США         | «Выступление вечера» (2)                       |
| Поражение    | 29-9      | Джек Херманссон         | Решением (единогласным)                          | UFC Fight Night: Блейдс vs. Аспиналл                            | 23 июля 2022     | 3     | 5:00  | Лондон, Англия                 |                                                |
| Победа       | 29-8      | Родольфо Виейра         | Решением (единогласным)                          | UFC on ESPN: Царукян vs. Гамрот                                 | 25 июня 2022     | 3     | 5:00  | Лас-Вегас, Невада, США         |                                                |
| Победа       | 28-8      | Брендан Аллен           | Техническим нокаутом (удары руками и коленями)   | UFC on ESPN: Фонт vs. Алду                                      | 4 декабря 2021   | 2     | 1:58  | Лас-Вегас, Невада, США         | «Выступление вечера» (1)                       |
| Победа       | 27-8      | Фил Хоус                | Нокаутом (удары)                                 | UFC 268                                                         | 6 ноября 2021    | 1     | 4:27  | Нью-Йорк, США                  | Дебют в UFC                                    |
| Победа       | 26-8      | Кенни Робертсон         | Решением (единогласным)                          | XMMA 2 Saunders vs. Nijem                                       | 30 июля 2021     | 3     | 5:00  | Гринвилл, Южная Каролина, США  |                                                |
| Победа       | 25-8      | Джером Хэтч             | Техническим нокаутом (добивание)                 | Fierce FC 15 Hatch vs. Curtis                                   | 14 мая 2021      | 3     | 1:30  | Уэст-Валли-Сити, Юта, США      |                                                |
| Победа       | 24-8      | Хуан Рамон Грано Медина | Техническим нокаутом (удары)                     | iFF 6 iKon Fighting Federation 6                                | 2 апреля 2021    | 1     | 4:13  | Синалоа, Мексика               |                                                |
| Победа       | 23-8      | Кайл Стюарт             | Техническим нокаутом (удары)                     | XMMA Vick vs. Fialho                                            | 30 января 2021   | 3     | 1:41  | Уэст-Палм-Бич, Флорида, США    |                                                |
| Победа       | 22-8      | Даррен Смит             | Техническим нокаутом (остановка углом)           | Z Promotions Fight Night 12: Lethbridge                         | 25 января 2020   | 4     | 5:00  | Летбридж, Канада               |                                                |
| Поражение    | 21-8      | Рэй Купер               | Нокаутом (удар)                                  | PFL 7: сезон 2019                                               | 11 октября 2019  | 2     | 0:11  | Лас-Вегас, Невада, США         |                                                |
| Поражение    | 21-7      | Магомед Магомедкеримов  | Решением (единогласным)                          | PFL 7: сезон 2019                                               | 11 октября 2019  | 2     | 5:00  | Лас-Вегас, Невада, США         |                                                |
| Поражение    | 21-6      | Магомед Магомедкеримов  | Решением (единогласным)                          | PFL 4: сезон 2019                                               | 11 июля 2019     | 3     | 5:00  | Атлантик-Сити, Нью-Джерси, США |                                                |
| Победа       | 21-5      | Андре Фиальо            | Техническим нокаутом (удары)                     | PFL 1: сезон 2019                                               | 9 мая 2019       | 3     | 4:17  | Юниондейл, Нью-Йорк, США       |                                                |
| Победа       | 20-5      | Мэтт Двайер             | Решением (большинством судейских голосов)        | Z Promotions Fight Night 9: Lethbridge                          | 25 января 2019   | 5     | 5:00  | Летбридж, Канада               |                                                |
| Победа       | 19-5      | Шон Лалли               | Техническим нокаутом (хук-кик и добивание)       | Dana White's Tuesday Night Contender Series Season 2, Episode 1 | 12 июня 2018     | 3     | 1:37  | Лас-Вегас, Невада, США         |                                                |
| Победа       | 18-5      | Джейсон Норвуд          | Решением (единогласным)                          | CES MMA 49 Curtis vs. Norwood                                   | 6 апреля 2018    | 5     | 5:00  | Линкольн, Род-Айленд, США      | Защитил титул в полусреднем весе               |
| Победа       | 17-5      | Питер Грэйкар           | Решением (единогласным)                          | Z Promotions Fight Night Medicine Hat 4                         | 9 сентября 2017  | 5     | 5:00  | Медисин-Хат, Канада            | Защитил титул в среднем весе                   |
| Победа       | 16-5      | Портлэнд Прингл         | Техническим нокаутом (удары)                     | PMMAC Premier MMA Championship 3                                | 27 мая 2017      | 4     | 4:22  | Ковингтон, Кентукки, США       | Бой остановлен рефери из-за сильных ударов     |
| Победа       | 15-5      | Вильфредо Сантьяго      | Техническим нокаутом (удар коленом и добивание)  | CES MMA 42 Curtis vs. Santiago Jr.                              | 31 марта 2017    | 2     | 1:08  | Линкольн, Род-Айленд, США      |                                                |
| Победа       | 14-5      | Лео Беркир              | Решением (единогласным)                          | FFC 24 - Villefort vs. Rela                                     | 3 июня 2016      | 3     | 5:00  | Дейтона-Бич, Флорида, США      |                                                |
| Поражение    | 13-5      | На-Шон Баррелл          | Решением (раздельным)                            | CES MMA 34 - Curtis vs. Burrell                                 | 1 апреля 2016    | 5     | 5:00  | Машантакет, Коннектикут, США   |                                                |
| Победа       | 13-4      | Хиль де Фрейтас         | Техническим нокаутом (сдача от ударов)           | Classic Entertainment and Sports - CES MMA 32                   | 8 января 2016    | 1     | 3:13  | Линкольн, Род-Айленд, США      | Лучший бой вечера                              |
| Победа       | 12-4      | Амаэти Оселукву         | Решением (единогласным)                          | AAMMA - Absolute Action MMA 44                                  | 24 октября 2015  | 3     | 5:00  | Кэмпбелл, Кентукки, США        | Бой за титул чемпиона AAMMA в полусреднем весе |
| Победа       | 11-4      | Тайсон Триплетт         | Сабмишном (удары)                                | AAMMA - Absolute Action MMA 42                                  | 24 апреля 2015   | 1     | 2:15  | Кэмпбелл, Кентукки, США        |                                                |
| Поражение    | 10-4      | Белал Мухаммад          | Решением (единогласным)                          | HFC 21 - Hoosier Fight Club 21                                  | 13 сентября 2014 | 3     | 5:00  | Портер, Индиана, США           |                                                |
| Победа       | 10-3      | Тайвэн Говард           | Сабмишном (рычаг локтя)                          | Coveted Fighting Championship 3 - MMA Cage Fights               | 21 июня 2014     | 2     | 2:37  | Ментор, Огайо, США             |                                                |
| Победа       | 9-3       | Рекс Харрис             | Решением (раздельным)                            | PACF - PA Cage Fight 18                                         | 24 мая 2014      | 3     | 3:00  | Кингстон, Пенсильвания, США    |                                                |
| Победа       | 8-3       | Рон Кеслар              | Решением (единогласным)                          | MMA Xtreme - Fists Will Fly                                     | 24 августа 2013  | 3     | 5:00  | Эвансвилл, Индиана, США        |                                                |
| Поражение    | 7-3       | Форрест Пец             | Решением (единогласным)                          | NAAFS - Fight Night in the Flats 9                              | 1 июня 2013      | 3     | 5:00  | Кливленд, Огайо, США           |                                                |
| Победа       | 7-2       | Эндрю Трэйс             | Решением (единогласным)                          | TWEF - Heavy Hitters                                            | 8 октября 2011   | 3     | 5:00  | Флоренс, Кентукки, США         |                                                |
| Победа       | 6-2       | Мика Бендер             | Техническим нокаутом (удары)                     | Rocktagon MMA - Elite Series 6                                  | 30 июля 2011     | 2     | 0:22  | Кайахога, Огайо, США           |                                                |
| Поражение    | 5-2       | Том Галликкио           | Сабмишном (удушение сзади)                       | Xtreme Caged Combat - Reckless Abandon                          | 20 мая 2011      | 3     | 2:08  | Филадельфия, Пенсильвания, США |                                                |
| Победа       | 5-1       | Эрик Джордан            | Нокаутом (удар коленом)                          | Spartan FC - Spartan Fighting Championship 6                    | 10 декабря 2010  | 1     | 4:58  | Ашленд, Кентукки, США          |                                                |
| Победа       | 4-1       | Роб Никерсон            | Нокаутом (удар коленом)                          | AAMMA 6 - Proving Ground                                        | 16 октября 2010  | 1     | 0:43  | Флоренс, Кентукки, США         |                                                |
| Победа       | 3-1       | Кевин Пауэрс            | Техническим нокаутом (удары)                     | Universal Cage Combat - Lights, Camera, Maximum Action          | 8 октября 2010   | 1     | 1:33  | Дирборн, Индиана, США          |                                                |
| Победа       | 2-1       | На-Шон Баррелл          | Решением (единогласным)                          | Xtreme Caged Combat - Hostile Intent                            | 1 октября 2010   | 3     | 5:00  | Бакс, Пенсильвания, США        |                                                |
| Победа       | 1-1       | Иэн Рэммель             | Решением (единогласным)                          | ICE - International Combat Events 46                            | 1 мая 2010       | 3     | 5:00  | Гамильтон, Огайо, США          |                                                |
| Поражение    | 0-1       | Брэндон Пинкстон        | Решением (раздельным)                            | RFL - Maximum Impact                                            | 27 июня 2009     | 3     | 5:00  | Хаммонд, Индиана, США          |                                                |